# Антсла (волость, 2017)
А́нтсла (эст. Antsla vald) — волость в Эстонии, в уезде Вырумаа. Образована в 2017 году. Административный центр — город Антсла.

## География
Волость Антсла  расположена в западной части уезда Вырумаа, где граничит с волостью Валга. На севере она граничит с волостями Отепя и Канепи, на востоке — с волостями Выру и Рыуге. На юго-западе волости, богатой лесами и озёрами, находится Национальный парк Карула (123 км²), который также захватывает волости Валга и Рыуге.
Площадь волости — 414,93 км². Плотность населения на 1 января 2024 года — 9,9 чел/км².

## История
Волость Антсла была создана 24 октября 2017 года в ходе административно-территориальной реформы путём объединения бывшей волости Антсла с волостью Урвасте. В волости находятся один внутриволостной город, 2 посёлка и 38  деревень. Административный центр волости — город Антсла.
Во времена Российской империи волость Антсла состояла из двух волостей, исторические русские названия которых — Старо-Анценская волость (нем. Alt-Anzen, Gemeinde) и Ново-Анценская волость (нем. Neu-Anzen, Gemeinde).

## Символика

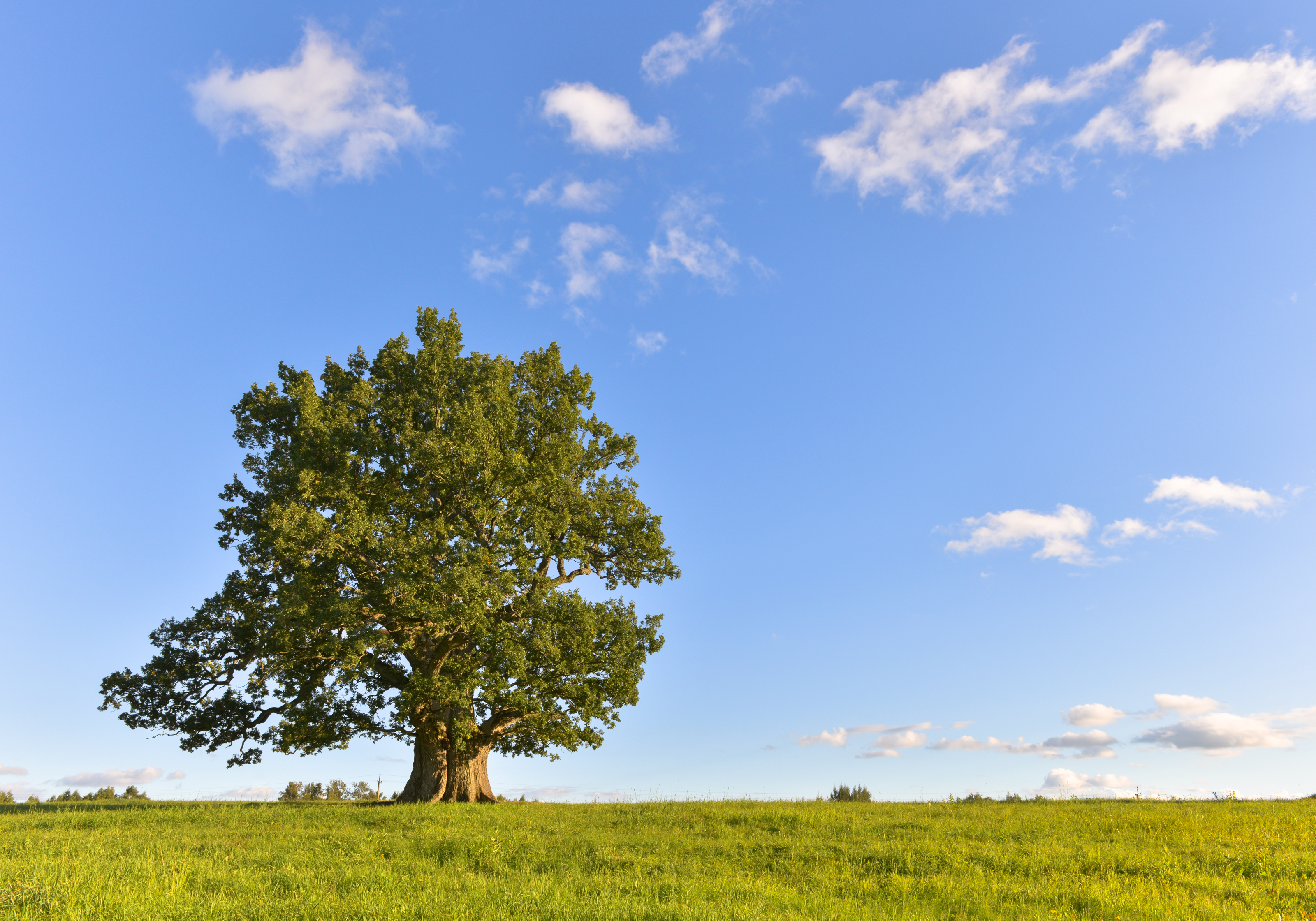
Дуб Тамме-Лаури

Символом волости стал самый крупный дуб, произрастающий на территории Эстонии — дуб Тамме-Лаури.
Герб: на золотом щите зелёный дуб.
Флаг: на жёлтом полотнище зелёный дуб. Нормальный размер 105 x 165 см.
Лозунг волости: «До́ма с доброй силой» (выруск. “Hää vaega kotus”).

## Населённые пункты
В составе волости один город, 2 посёлка и 38 деревень.
Внутриволостной город: Антсла.
Посёлки: Кобела и Вана-Антсла.
Деревни: Аннэ, Антсу, Ваабина, Вийрапалу, Висела, Йыэпера, Кайка, Касси, Киккаоя, Кирикукюла, Койгу, Коллино, Краави, Кулдре, Кылби, Литсметса, Лихаметса, Лусти, Люмату, Мадизе, Мяхкли, Оэ, Пийзи,   Пихлени, Римми, Роозику, Рухингу, Савилёэви, Сооме, Сяре, Таберлаане, Току, Тсоору, Урвасте, Ууэ-Антсла, Ухтъярве, Хаабсааре, Эхиярве.

## Демография по данным Регистра народонаселения

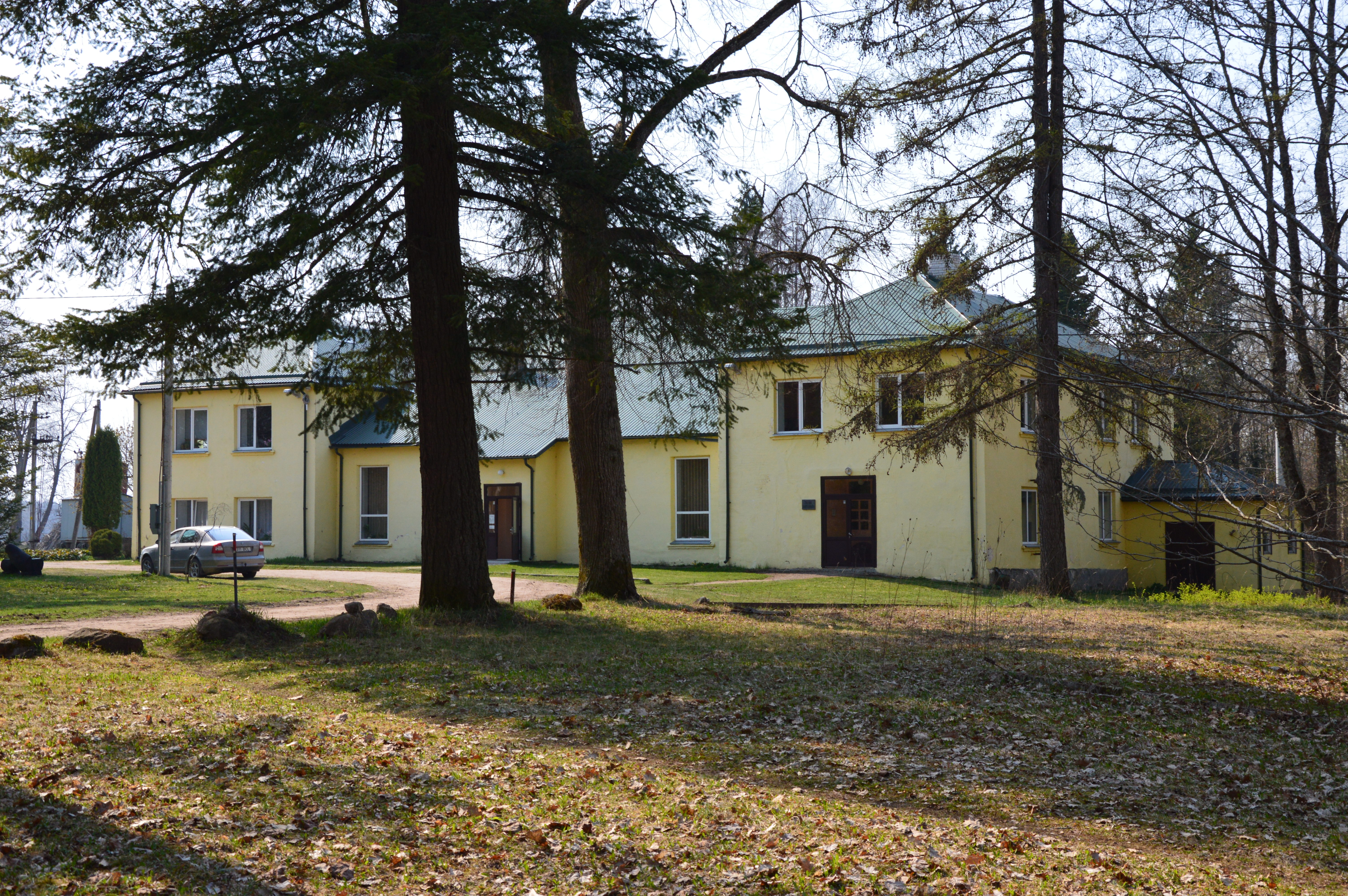
Библиотека Тсоору

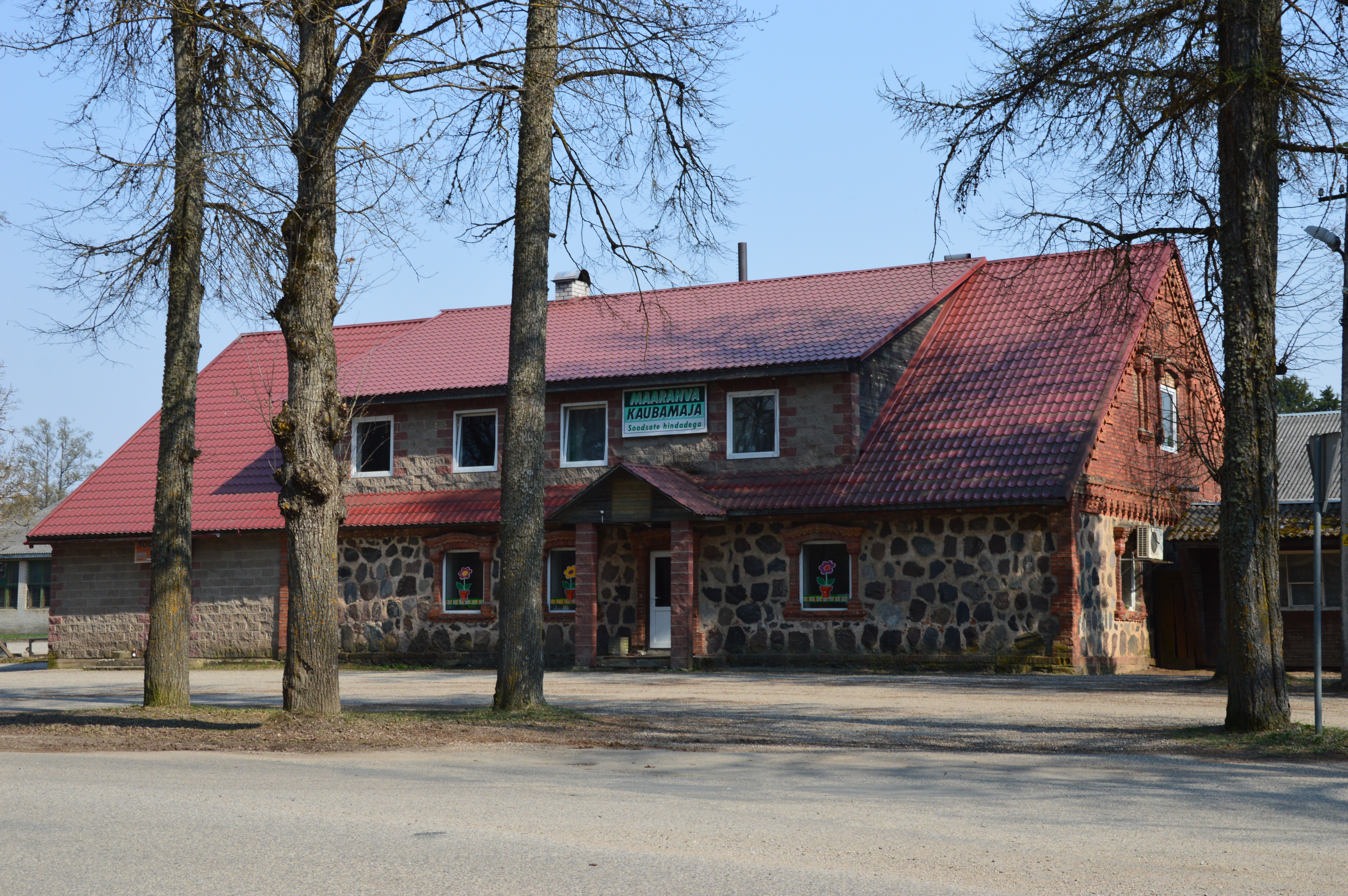
«Крестьянский универмаг» в деревне Тсоору

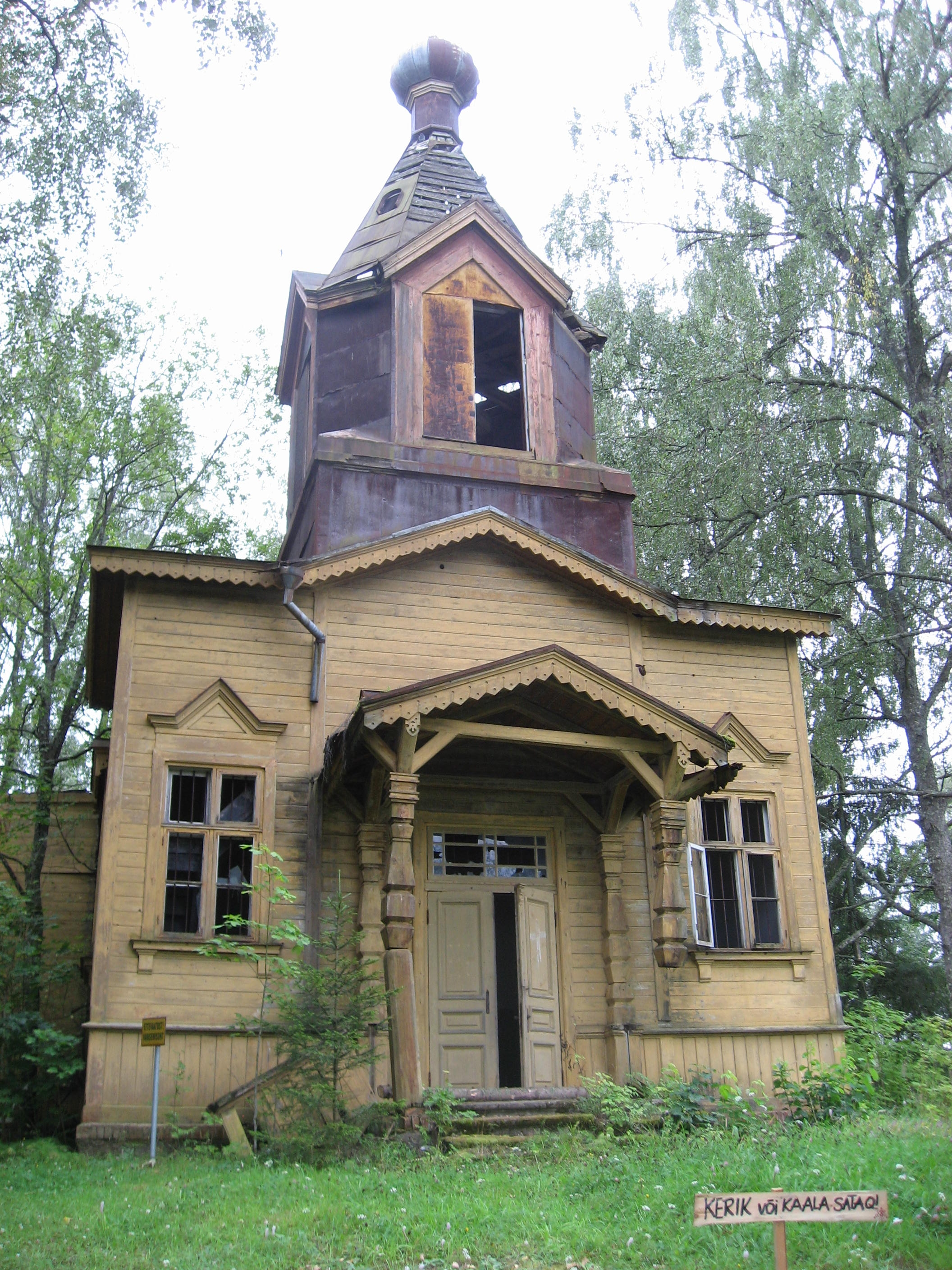
Заброшенная православная церковь Святой Троицы в деревне Кайка, 2008 год

По данным Регистра народонаселения, который ведёт Министерство внутренних дел Эстонии, по состоянию на 1 января 2020 года в волости было зарегистрировано 4493 жителя.

## Данные Департамента статистики
Данные Департамента статистики Эстонии о волости Антсла:
Число жителей на 1 января каждого года:
| Год  | 2015 | 2016   | 2017   | 2018   | 2019   | 2020   | 2021   | 2022   | 2023   | 2024   |
| ---- | ---- | ------ | ------ | ------ | ------ | ------ | ------ | ------ | ------ | ------ |
| Чел. | 4640 | ↘ 4594 | ↘ 4546 | ↘ 4514 | ↘ 4478 | ↘ 4398 | ↘ 4372 | ↘ 4222 | ↘ 4200 | ↘ 4095 |

Число рождений (живорождённых):
| Год  | 2015 | 2016 | 2017 | 2018 | 2019 | 2020 | 2021 | 2022 | 2023 |
| ---- | ---- | ---- | ---- | ---- | ---- | ---- | ---- | ---- | ---- |
| Чел. | 29   | ↗ 37 | ↗ 43 | ↘ 31 | ↗ 36 | ↗ 40 | ↘ 29 | ↗ 36 | ↘ 21 |

Число умерших:
| Год  | 2016 | 2017 | 2018 | 2019 | 2020 | 2021 | 2022 | 2023 |
| ---- | ---- | ---- | ---- | ---- | ---- | ---- | ---- | ---- |
| Чел. | 74   | ↘ 56 | ↗ 73 | ↘ 72 | ↘ 62 | ↗ 73 | ↗ 79 | ↘ 66 |

Зарегистрированные безработные*:
| Год  | 2015 | 2016 | 2017 | 2018 | 2019 | 2020 | 2021 | 2022 | 2023 |
| ---- | ---- | ---- | ---- | ---- | ---- | ---- | ---- | ---- | ---- |
| Чел. | 144  | 140  | 170  | 135  | 126  | 141  | 178  | 125  | 150  |

*2015—2019 годы — среднегодовое число, с 2020 года — на 1 января.
Средняя брутто-зарплата работника:
| Год  | 2015 | 2016  | 2017  | 2018   | 2019   | 2020   | 2021   | 2022   |
| ---- | ---- | ----- | ----- | ------ | ------ | ------ | ------ | ------ |
| Евро | 821  | ↗ 894 | ↗ 961 | ↗ 1014 | ↗ 1088 | ↗ 1157 | ↗ 1228 | ↗ 1285 |

В 2019 году волость Антсла стояла на 70 месте по величине средней брутто-зарплаты работника среди 79 муниципалитетов Эстонии.
Численность учащихся в школах:
| Год  | 2015 | 2016  | 2017  | 2018  | 2019  | 2020  | 2021  | 2022  | 2023  | 2024  |
| ---- | ---- | ----- | ----- | ----- | ----- | ----- | ----- | ----- | ----- | ----- |
| Чел. | 446  | ↘ 443 | ↘ 429 | ↗ 432 | ↘ 421 | ↗ 450 | ↘ 444 | ↗ 446 | ↘ 435 | ↘ 421 |

## Инфраструктура
В волости есть 2 детских сада, школа, гимназия, музыкальная школа, 7 библиотек, 3 народных дома, 2 общинных дома. В посёлке Антсла работают Центр здоровья, где принимают семейные врачи и оказываются социальные услуги, и Культурно-спортивный центр. Действуют различные кружки по интересам и общественные объединения, в частности молодёжный клуб Антсла, спортивный клуб Урвасте, танцевальное общество «Пярлийне», велоклуб «Хаука» и др.

## Экономика
Крупнейшим предприятием волости по численности работников является акционерное общество «Antsla-Inno», занимающееся производством мебели: по состоянию на 31 декабря 2019 года на нём работали 213 человек. В 2012 году самым успешным предприятием волости было названо акционерное общество «Linda Nektar», которое производит натуральные фруктовые и ягодные вина (число работников по состоянию на 31 декабря 2019 года — 17 человек); в 2017 году оно было названо самым лучшим работодателем уезда Вырумаа. В 2018 году благодарность за хорошую работу от Кассы по безработице получило швейное предприятие «Hamery OÜ Ettevõte», созданное в 2004 году на базе филиала производственного объединения «Марат». По состоянию на 30 сентября 2023 года число его работников составило 36 человек.

## Достопримечательности
Главными достопримечательностями волости являются:
- церковь Святого Илии в Антсла (церковь Антсла-Краави);
- церковь Урвасте;
- дуб Тамме-Лаури;
- постройки бывшей мызы Фиренгоф (нем. Fierenhof, Тсоору, эст. Tsooru mõis), памятники культуры: дом мельника, мельница, здание министерской школы;
- тематический парк Покумаа, созданный по мотивам повести Эдгара Вальтера «Книга о Поку» и её персонажей.

В волости также находятся следующие природоохранные объекты: желтые берёзы Хаабсааре, дуб Мяэ-Лыхтсуу, пятиконечная ель Вяйкуни (или пучковая ель Пунде — самая большая ель в Эстонии) и родники рыбного пруда Ууэ-Антсла.

## Галерея

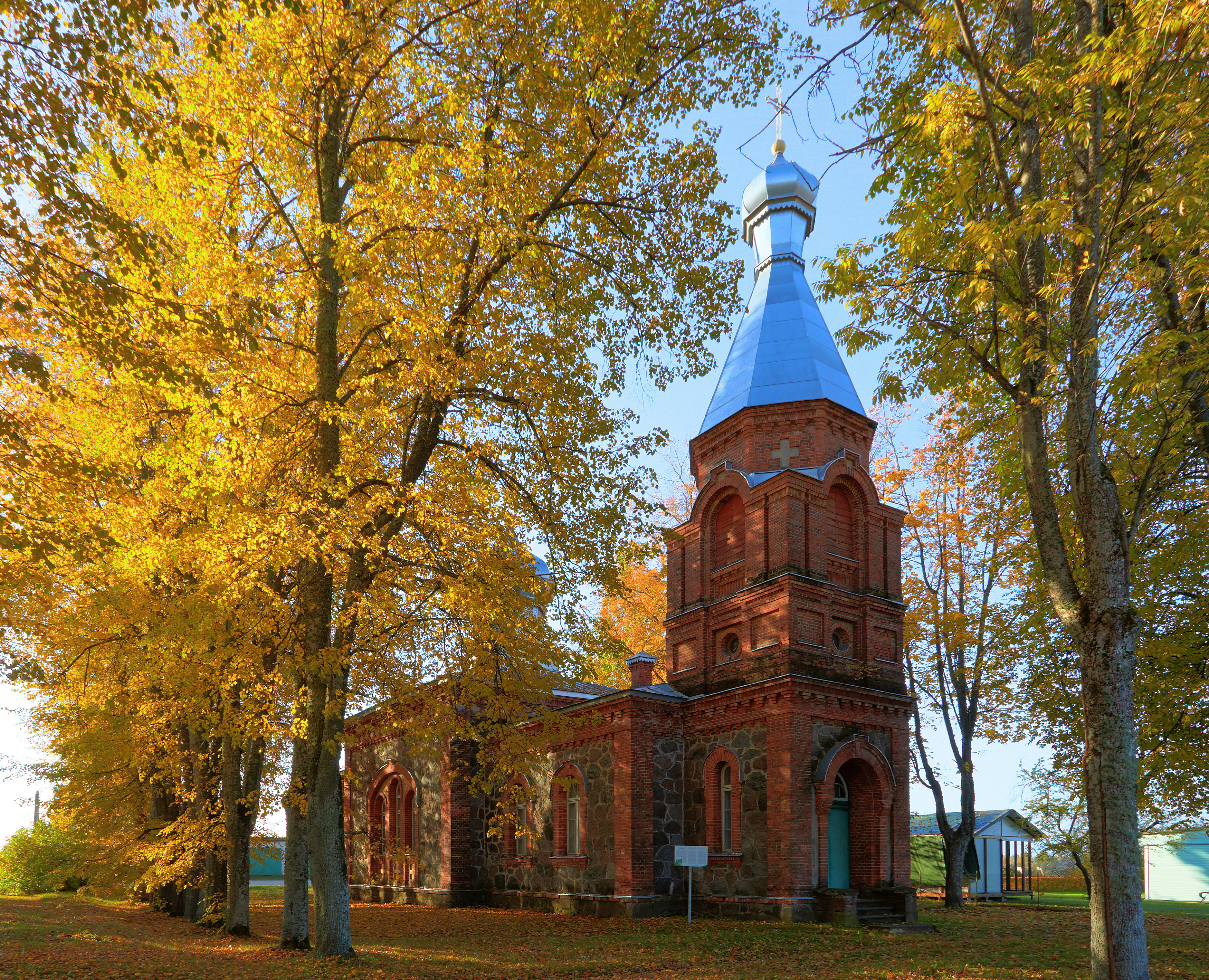
Церковь Святого Илии в деревне Краави
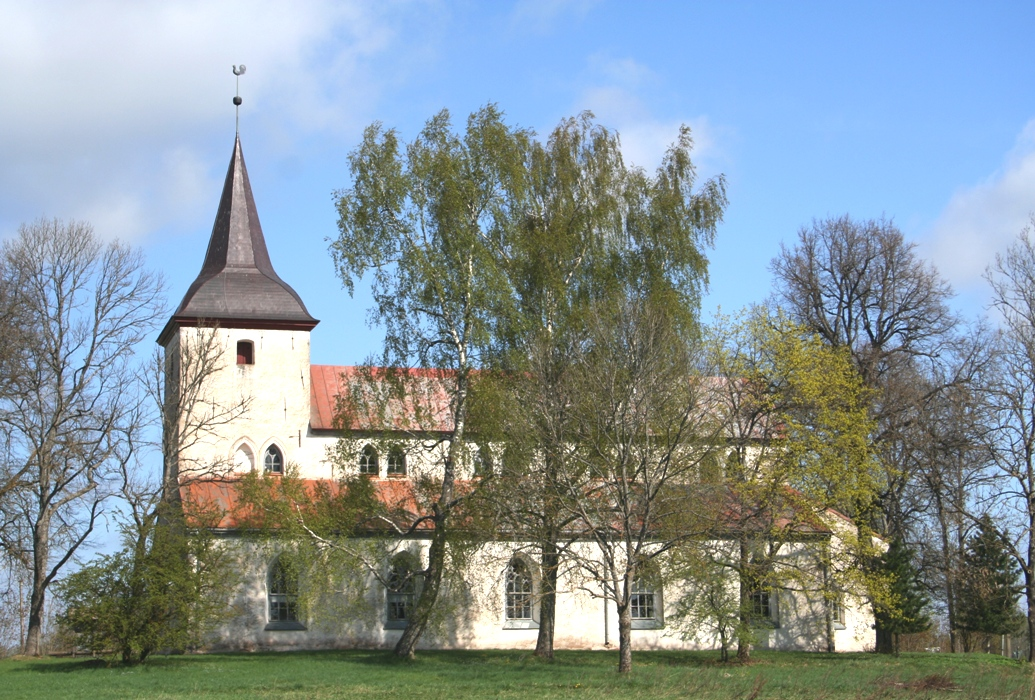
Церковь Урвасте
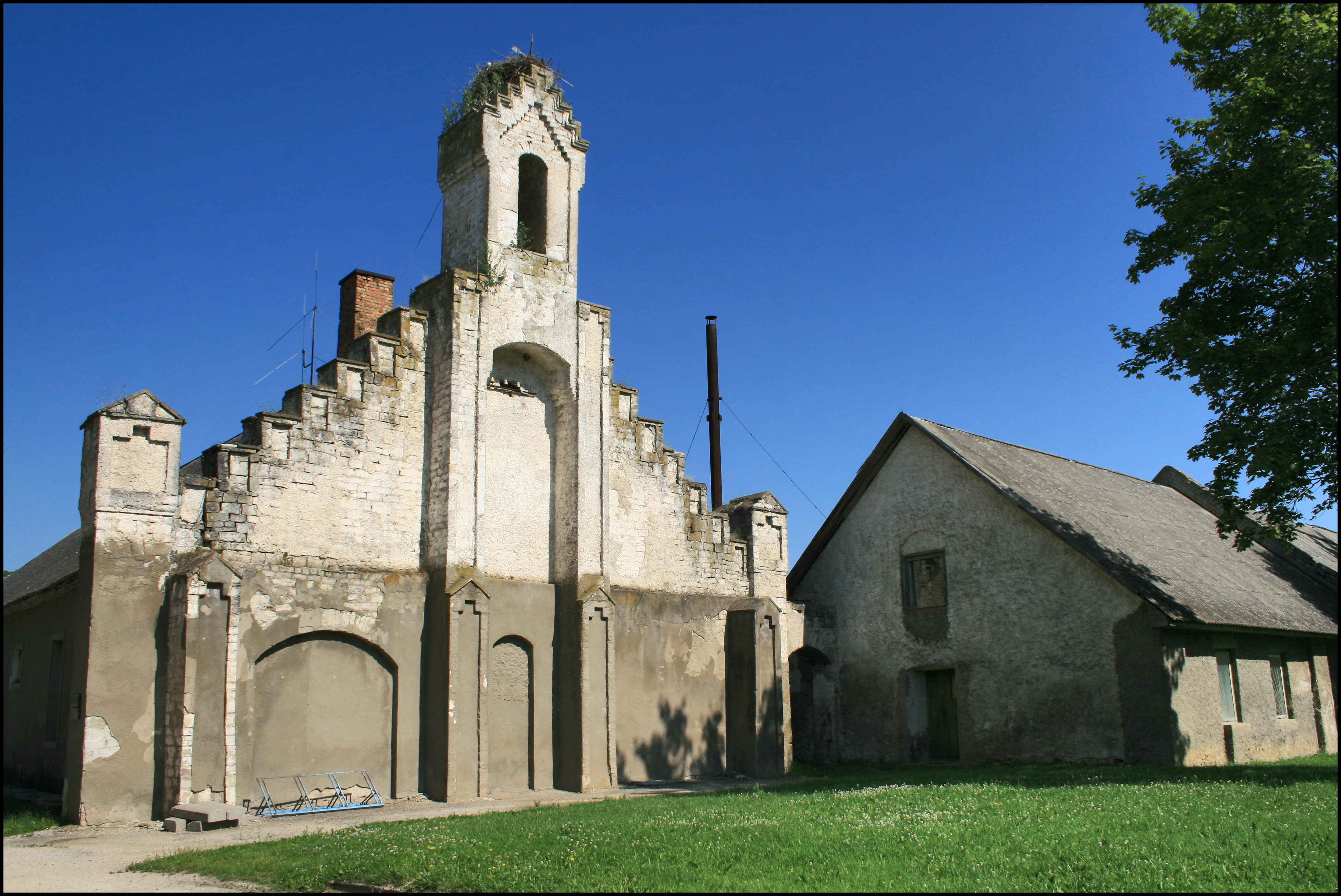
Старинные здания в деревне Койгу
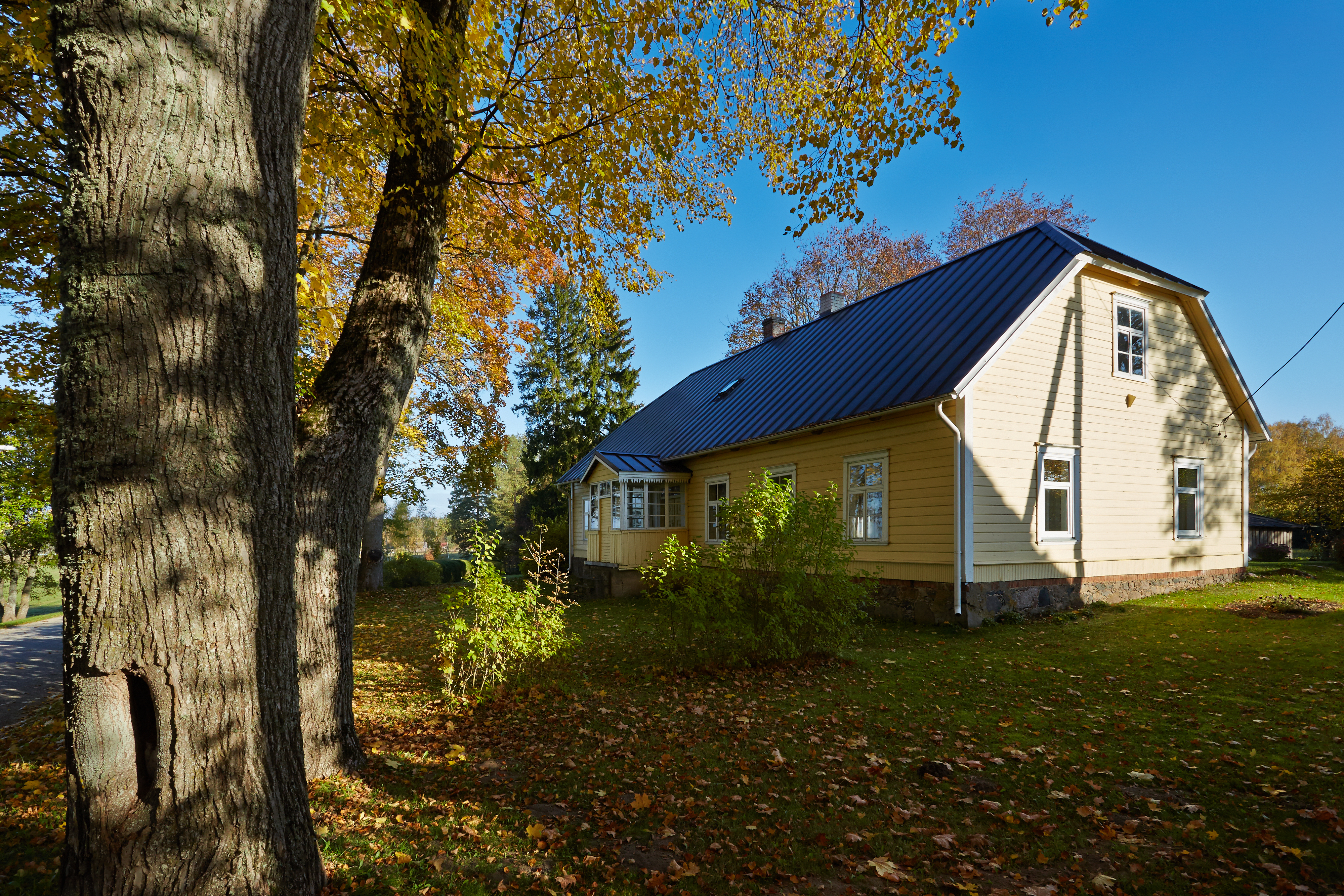
Приходская школа Краави (памятник культуры)
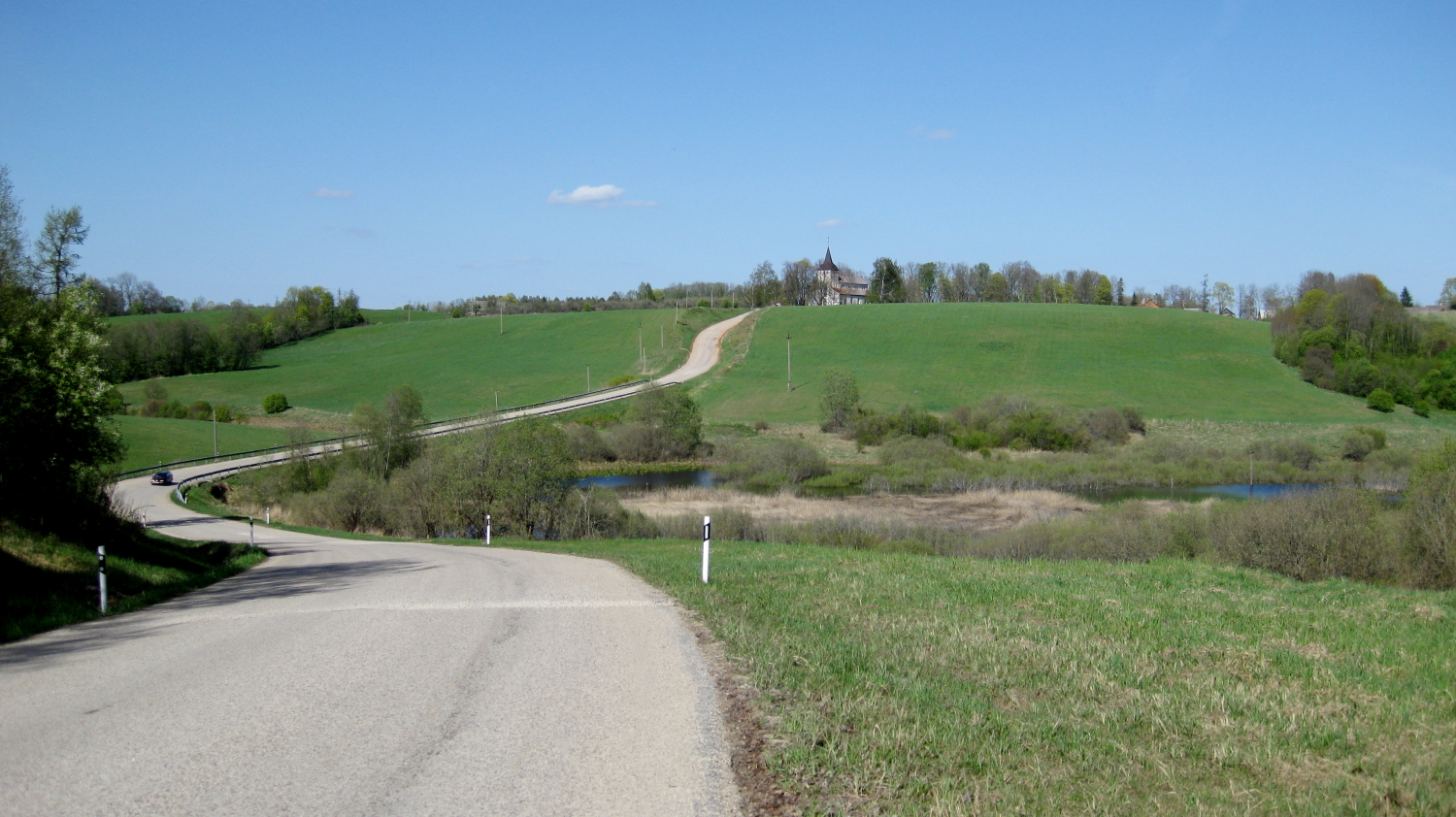
Деревня Урвасте
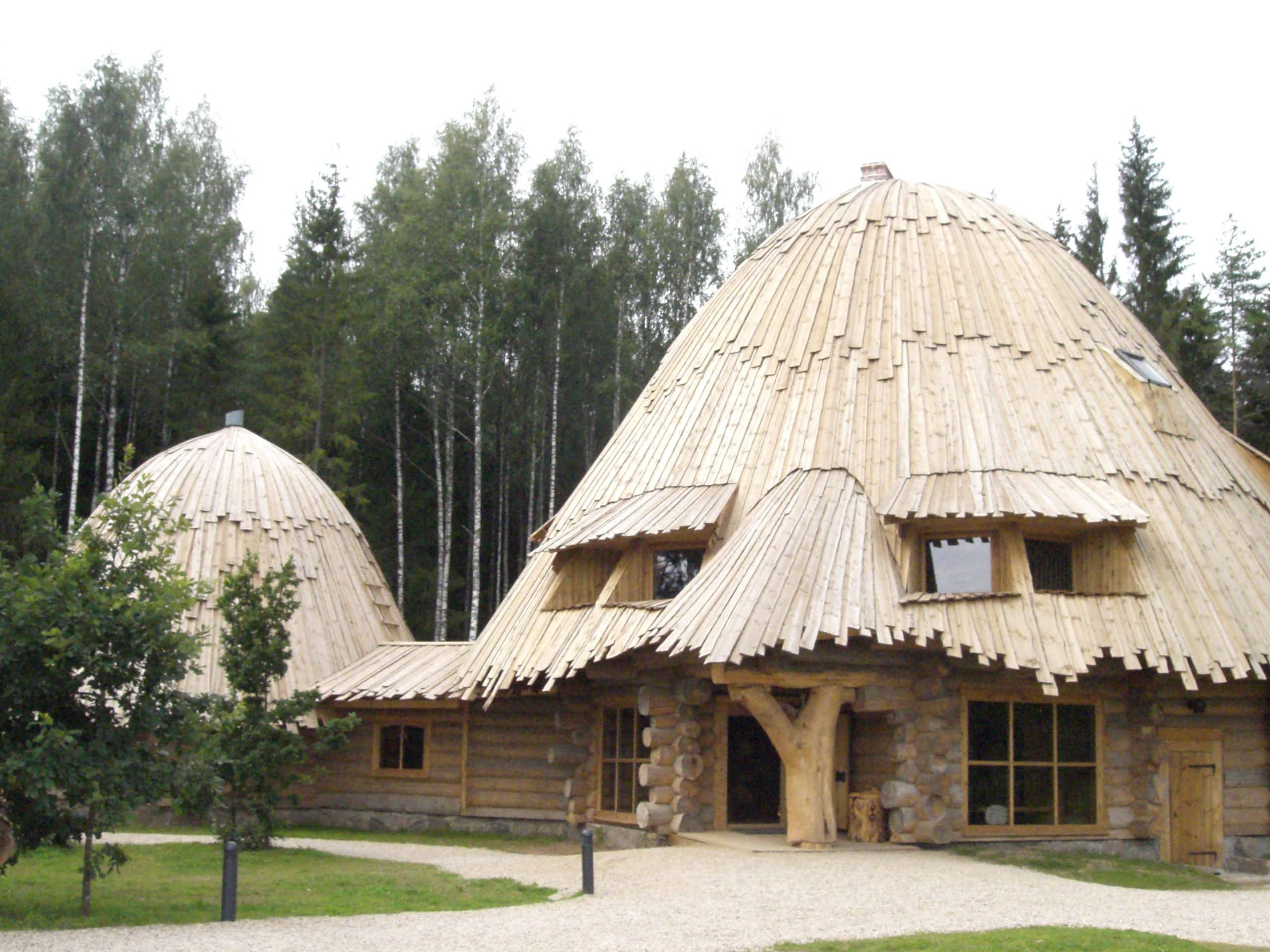
Тематический парк «Покумаа»
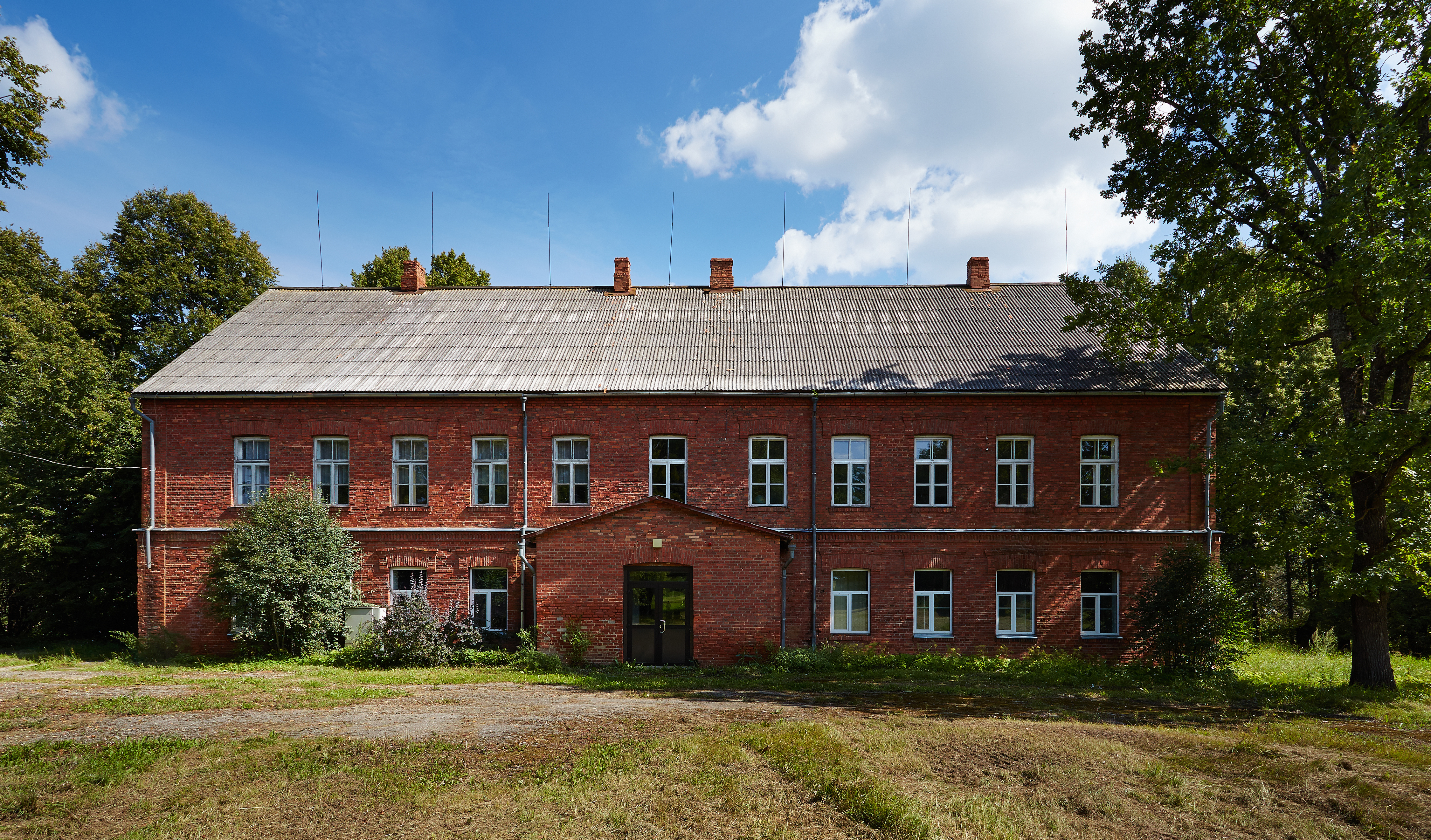
Здание бывшей министерской школы Леписту (Тсоору)
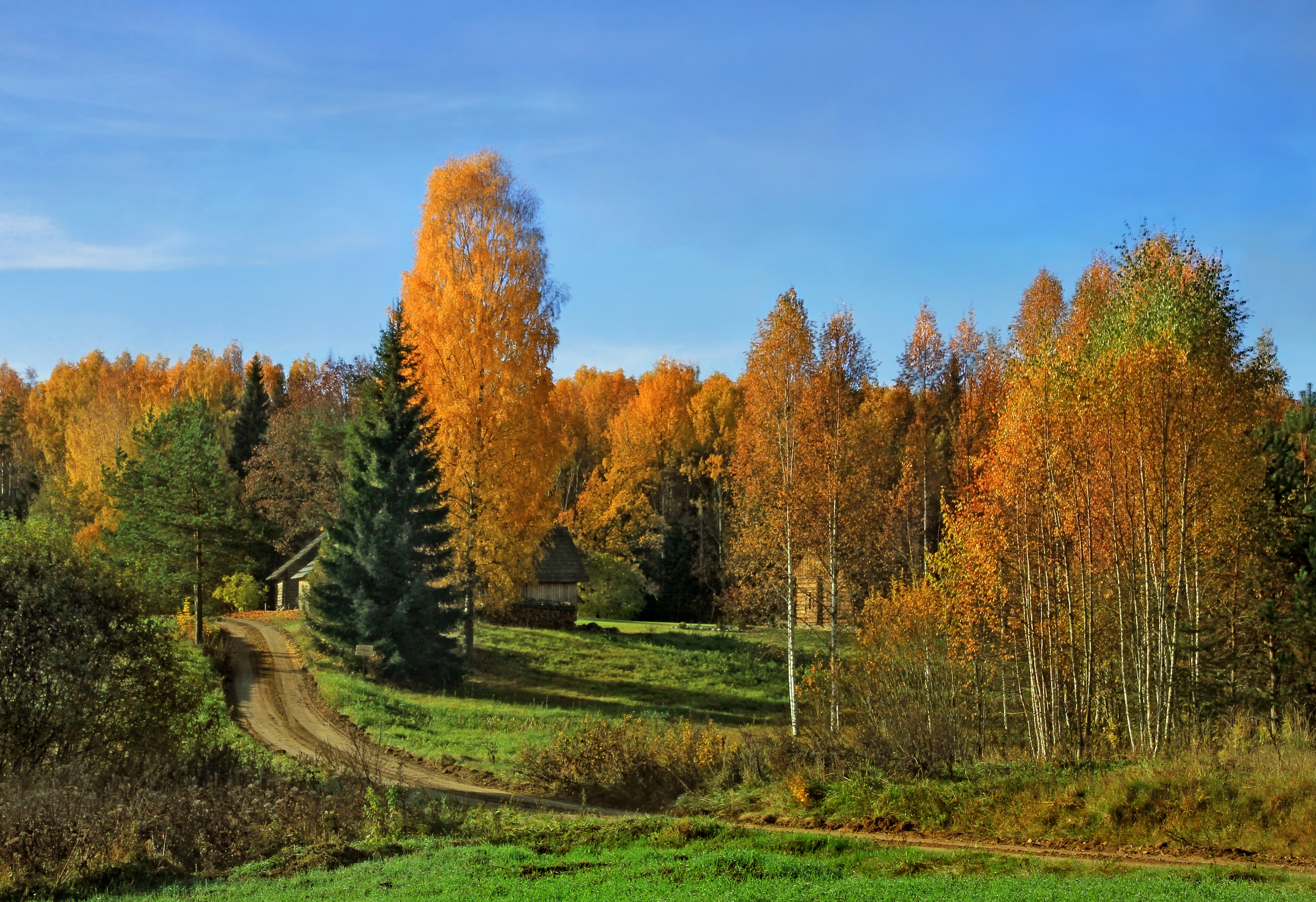
Деревня Эхиярве осенью
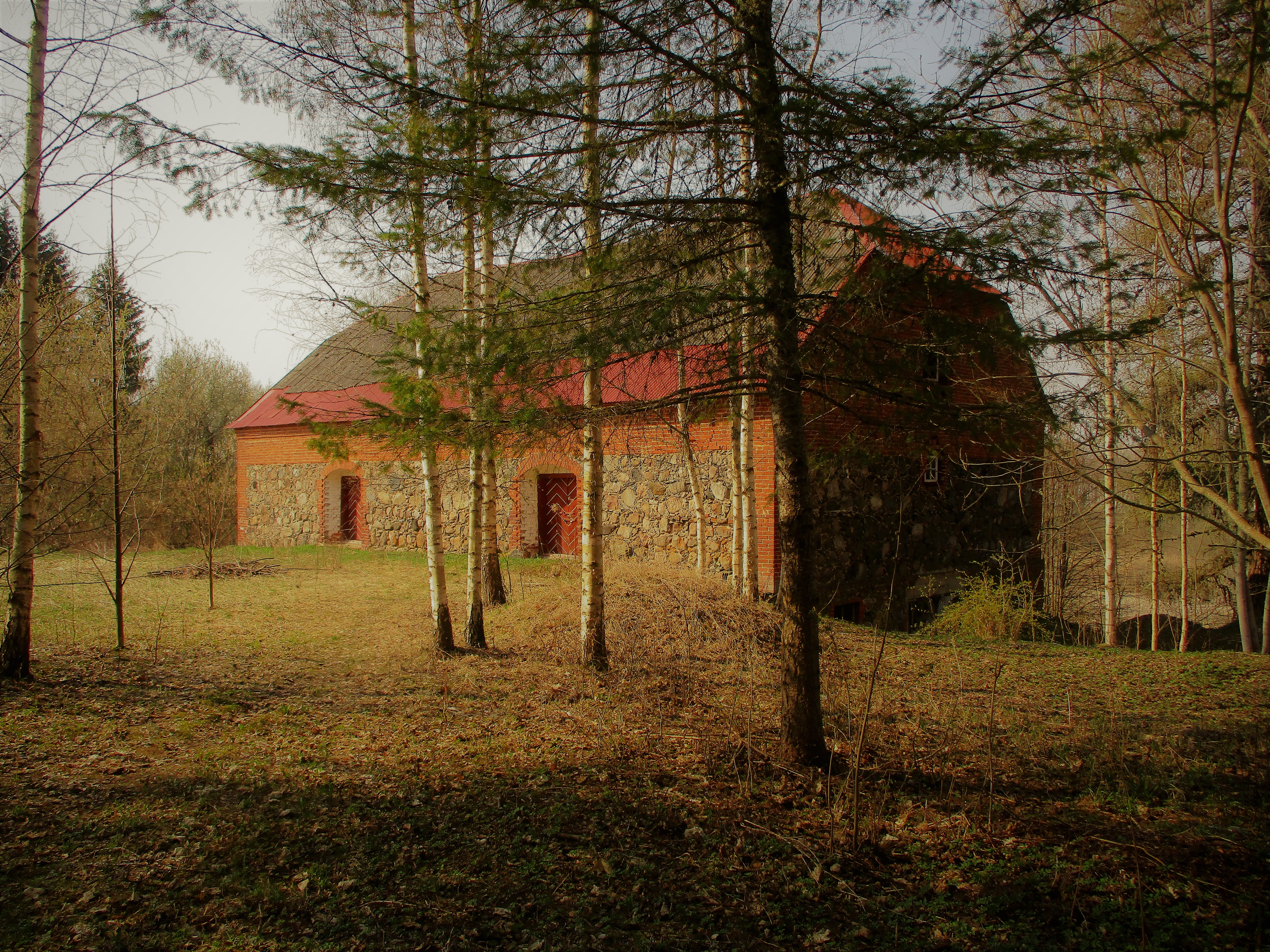
Дом мельника мызы Фиренгоф (Тсоору)
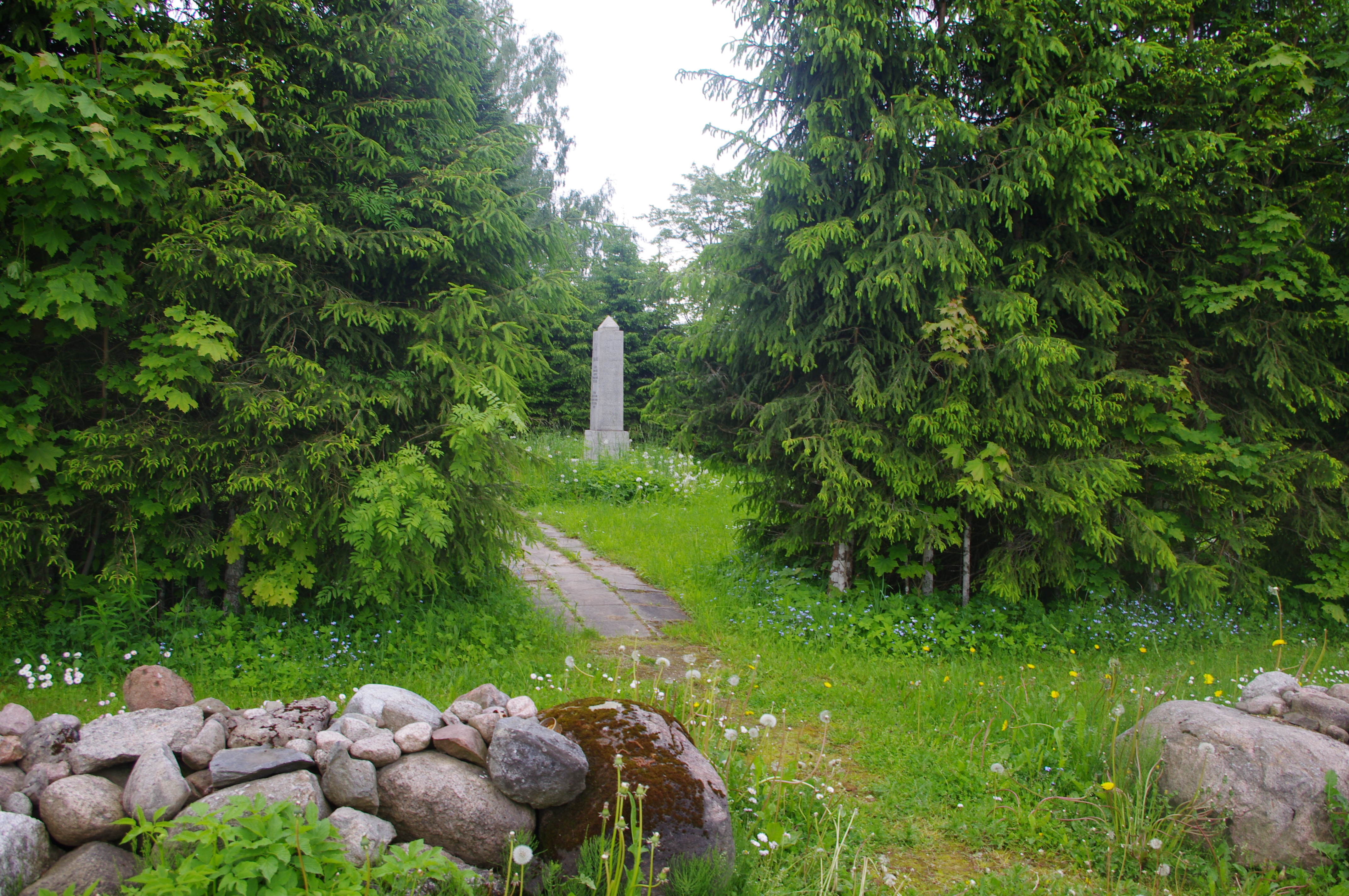
Советский памятник на братской могиле павших во II мировой войне, деревня Кирикукюла. Демонтирован в 2022 году